# Crazy Horse de Paris
Pour plus de détails, voir Fiche technique et Distribution.
Crazy Horse de Paris est un documentaire français réalisé par Alain Bernardin, sorti en 1977.

## Fiche technique
- Titre : Crazy Horse de Paris
- Réalisation : Alain Bernardin
- Scénario : Alain Bernardin
- Musique : Jacques Morali
- Photographie : Roland Pontoizeau
- Montage : Yvonne Martin
- Pays de production :  France
- Genre : Documentaire
- Durée : 87 minutes
- Format : couleur - Son : Mono - 35 mm
- Date de sortie :
  - France : 19 octobre 1977
- Film interdit aux moins de 12 ans lors de sa sortie en France

## Distribution
- George Carl
- Rosa Fumetto
- Lova Moor